# Supply and Depend
Supply and Depend  es el primer y único álbum de Warship, el grupo formado por Fran Mark y Rob Lauritsen, ex-componentes de From Autumn to Ashes. Fue grabado en agosto del 2008, poniéndose a la venta el 4 de noviembre del mismo año. Contiene diez canciones realizadas con el productor Andrew Schneider y se realizó bajo el sello de Vagrant Records.
Todas las canciones del álbum fueron tocadas en directo en las dos giras que el grupo realizó en el 2008 a través de EE. UU. y en el 2009 en su gira por Europa, en la cual la banda recorrió Escocia, Inglaterra, Holanda y Alemania.

## Canciones
1. Toil – 4:34
2. Profit Over People – 3:33
3. Wounded Paw – 3:38
4. Where's Your Leash – 3:49
5. Lousy Horoscope – 4:33
6. We've Never Been Equal – 2:48
7. Fetus Flytrap – 4:13
8. Empty Vessel – 2:52
9. The Waiting List – 4:52
10. Indoors – 3:57